# P3 Pop
P3 Pop var ett musikprogram som sändes på måndagkvällar i Sveriges Radio P3 mellan 1996 och 2011. 
Programmets inriktning var att spela och informera om ny popmusik, blandat med intervjuer och ibland live-uppträdanden i studion av aktuella artister.
Programledarna har växlat genom åren, i april 2010 ledde Sara Martinsson programmet. Tidigare har bland andra Slađan Osmanagić, Ika Johannesson och Hanna Fahl varit programledare.

### Fotnoter
1. ↑  ”Sveriges Radio P3”. Arkiverad från originalet den 22 december 2010. https://web.archive.org/web/20101222132016/http://sverigesradio.se/p3/pop/latlist.stm. Läst 25 juni 2011.
2. ↑  ”SR, P3 2011-01-17”. Svensk Mediedatabas. http://smdb.kb.se/catalog/id/002693627. Läst 6 maj 2013.
3. ↑  ”Om P3 Pop”. Sveriges Radio. Arkiverad från originalet den 3 februari 2011. https://web.archive.org/web/20110203162219/http://sverigesradio.se/sida/artikel.aspx?programid=2945&artikel=1447238. Läst 4 april 2010.